# Aktaión halála (Turner-kép)
Az Aktaión halála a Val d’Aosta-i Montjovet távoli látványával (The Death of Actaeon, with a Distant View of Montjovet, Val d’Aosta) William Turner festménye, amely a Tate gyűjteményének része.
A kép témája a görög mitológiából származik: Artemisz szarvassá változtatta Aktaiónt, a vadászt, akit ezután saját kutyái téptek szét. A témát 1559 és 1575 között Tiziano is megfestette. Tiziano festményén Artemisz a kép bal oldalán látható, míg Akataiónt tőle jobbra marcangolják kutyái. Turner alkotása ennek a festménynek az újraalkotása. A figurákat Turnernél elmosódott foltok jelzik a kép alsó harmadának baloldali felén. A festő valódi helyszínt adott a mitológiai történetnek, az olaszországi Valle d’Aostát, ahol 1836-ban járt. Szokásaitól eltérően nem egyedül utazott, hanem a skót művész és műgyűjtővel, Hugh Andrew Johnstone Munróval, aki több festményt is vásárolt tőle. Valószínűleg ez, a végül befejezetlenül maradt kép is neki készült. A festmény feltehetően 1837 körül készült olajjal vászonra, mérete 150,9 × 112,5 centiméter. A kép 1856-ban került az állami gyűjteménybe William Turner hagyatékából.